# 孔祥明
孔祥明（1955年9月10日—），女，中国围棋职业八段棋手，中国四川成都人，祖籍山東曲阜。

## 简介
孔祥明于1962年开始学棋，1978年、1979年、1984年三次夺得全国围棋个人赛女子组冠军，1982年被中国围棋协会定为六段，1985年升为八段。2012年战胜孟昭玉、宋容慧、曹又尹和李赫夺得首届中国女子国手战冠军。
1979年孔祥明与聂卫平结婚，育有一子聂云聪（后改名孔令文），两人于1991年离婚后，孔携子留学日本。2000年，孔与四川大学政治学院教授阎钢结婚，次年回国定居。